# 729 Watsonia
729 Watsonia је астероид главног астероидног појаса. Приближан пречник астероида је 49,15 ,
а средња удаљеност астероида од Сунца износи 2,759 астрономских јединица (АЈ).
Инклинација (нагиб) орбите у односу на раван еклиптике је 18,061 степени, а орбитални период износи 1674,727 дана (4,585 године). Ексцентрицитет орбите астероида износи 0,094.
Апсолутна магнитуда астероида износи 9,31 а геометријски албедо 0,138.
Астероид је откривен 9. фебруара 1912. године.